# Газдиев, Ахмед Магиевич
Ахме́д (Ахме́т) Маги́евич Газди́ев (15 февраля 1911 — 4 февраля 1995) — ингушский советский историк, партийный, государственный и общественный деятель, правозащитник.

## Биография
В семье Газдиевых было два сына и три дочери. Ахмед Газдиев окончил Ингушский педагогический техникум во Владикавказе. В 1930 году он стал завучем начальной школы в селе Шолхи Пригородного района Чечено-Ингушской АССР. Затем был преподавателем Ингушского педагогического техникума, в 1934—1937 годах был заведующим учебной частью техникума. Был аспирантом исторического отделения Северо-Кавказского научно-исследовательского института (Пятигорск). С 1939 года преподавал во Владикавказской школе колхозных и совхозных кадров. В 1939 году совместно с Султаном Плиевым Газдиев издал литературную хрестоматию для начальных классов на ингушском языке. В хрестоматию были включены произведения классиков русской литературы, которые были переведены авторами. Первая версия книги использовала латиницу. Хрестоматия была переиздана после перевода ингушского языка на кириллицу.
В 1939—1941 годах Газдиев заведовал сектором истории Чечено-Ингушского научно-исследовательского института истории, языка и литературы. В этот период им была подготовлена кандидатская диссертация по теме «Асланбек Шерипов в революционном движении в Чечено-Ингушетии». В 1939 году эта диссертация была издана Чечено-Ингушским книжным издательством. В 1940 году Газдиев вступил в ВКП(б). С этого времени он начал работать на различных партийных должностях, в частности, отделами пропаганды и агитации Пригородного района райкома и обкома партии.
После начала Великой Отечественной войны по заданию Грозненского городского комитета обороны Газдиев ездил по районам и предприятиям Чечено-Ингушетии, проводил разъяснительную и агитационную работу, мобилизацию ресурсов для отражения вторжения войск вермахта на её территорию. По поручению обкома КПСС Газдиев вёл работу по организации партизанского движения на территории республики на случай её оккупации фашистами.
В феврале 1944 года чеченцы и ингуши были депортированы. На новом месте Газдиев устроился на работу в отдел снабжения, а затем в планово-производственный отдел Кокчетавского облисполкома (Казахстан). Пользуясь беззащитностью спецпереселенцев некоторые представители властных и партийных органов чинили произвол в их отношении. Газдиев и Плиев написали об этом письмо в Москву. В Кокчетав приехала партийно-правительственная комиссия, которая провела собственное расследование и наказала виновных в этих нарушениях.
11 октября 1951 года Газдиев был арестован по 58-й статье и приговорён областным судом к 10 годам лагерей. 28 апреля 1956 года он был реабилитирован Верховным судом Казахстана за недоказанностью состава преступления.
В 1957 году Чечено-Ингушетия была восстановлена. Газдиев вернулся на Родину и с 1958 по 1962 год работал заместителем министра культуры республики. Затем он был секретарём парткомов нескольких райкомов КПСС, был занят на партийно-хозяйственной работе, работал заместителем начальника по управлению трудовыми ресурсами при Совете министров Чечено-Ингушской АССР. Газдиев активно занимался обновлением и совершенствованием производственной базы, привлечением на работу квалифицированных кадров в возглавляемые им организации, улучшением условий работы и отдыха трудящихся.
В 1972 году группа видных представителей ингушского народа, среди которых был и Газдиев, написала письмо на 80 страницах в Центральный комитет КПСС, в котором приводились многочисленные факты дискриминации ингушей на территории Пригородного района и выдвигались требования гарантировать ингушам соблюдение их прав. Газдиев с четырьмя другими подписантами письма поехал в Москву и передал его партийному руководству. В январе 1973 года в Грозном прошёл митинг ингушей с требованиями соблюдения их прав. Однако требования простых людей не нашли понимания партийно-государственного руководства страны. Газдиев, наряду с другими организаторами митинга, был исключён из КПСС, уволен с работы и подвергся гонениям.

## Семья
Почти сорок лет прожил в первом браке, который был бездетным. После смерти первой жены женился вторично. Во втором браке у супругов родились два сына.

## Память
Одна из улиц Назрани названа именем Газдиева.